# SV Gelsenkirchen-Hessler
Der SV Gelsenkirchen-Hessler (offiziell: Sportverein Gelsenkirchen‐Hessler 06 e.V.) ist ein Sportverein aus dem Gelsenkirchener Stadtteil Heßler. Die erste Fußballmannschaft spielte ein Jahr in der höchsten westfälischen Amateurliga.

## Geschichte
Der Verein wurde am 18. März 1906 als SV Heßler 06 gegründet und wurde auf Anhieb Meister der westfälischen C-Klasse. Ein Jahr später unterlag die Mannschaft im Endspiel um die westfälische B-Klassenmeisterschaft gegen Preußen Münster. Im Jahre 1922 folgte die Umbenennung in SV 06 Gelsenkirchen, ehe im September 1926 das Friedrich-Ludwig-Jahn-Stadion bezogen wurde. Ein Jahr später spalteten sich die Turner und Handballer als TV Gelsenkirchen-Heßler ab, während der SV 06 im Juli 1934 mit dem Werksportverein der Zeche Wilhelmine Victoria zum Werksportverein Wilhelmine-Viktoria 06 Gelsenkirchen fusionierte. Ende 1945 fusionierten der Werksportverein und der Turnverein zum TSV Gelsenkirchen-Heßler. Bereits 1949 spalteten sich Turner und Handballer wieder ab und der Restverein nahm den Namen SV 06 Gelsenkirchen wieder an.
Die Fußballer stiegen 1947 in die Bezirksklasse auf und wurden dort fünf Jahre später Meister. Der Sprung in die Landesliga, die damals die höchste westfälische Amateurliga war, erwies sich jedoch als zu groß und der SV stieg als Tabellenletzter wieder ab. Es folgten mehrere Jahre in der Bezirksliga, ehe die 06er im Jahre 1967 erstmals in die Kreisliga abstiegen. Zwischenzeitlich verkaufte der Club das Torwarttalent Norbert Nigbur für 42.000 Mark zum FC Schalke 04. Dass der Vorstand daraufhin erstmals ortsfremde Spieler verpflichtete, wurde als Grund für den sportlichen Abschwung gesehen. Erst in den späten 1970er Jahren ging es wieder bergauf. 1979 gelang der Wiederaufstieg in die Bezirksliga, dem zwei Jahre später der Sprung in die Landesliga folgte. 
In der Saison 1985/86 stand der Verein vor dem Aufstieg in die Verbandsliga. Mit acht Punkten Vorsprung auf die Amateure von Schalke wurde Heßler Herbstmeister, brach dann allerdings in der Rückrunde ein und musste den Schalkern den Vortritt lassen. Nach Abstiegen in den Jahren 1989 und 1994 waren die 06er wieder in der Kreisliga A. Nach Bezirksligagastspielen von 1999 bis 2008 sowie in der Saison 2012/13 spielt die Mannschaft wieder in der Kreisliga A. 2020 gelang der erneute Aufstieg in die Bezirksliga, bevor es fünf Jahre später wieder runter in die Kreisliga A ging.

## Stadion
Der SV Gelsenkirchen-Hessler trägt seine Heimspiele auf der Bezirkssportanlage Friedrich-Ludwig-Jahn-Sportplatz aus. Dieser verfügte einst über zwei Aschenplätze. Im Jahre 2021 wurde ein Platz in einen Kunstrasenplatz umgewandelt, der am 16. Oktober 2021 eröffnet wurde. Von den Baukosten in Höhe von rund 700.000 Euro trug der Verein rund 300.000 Euro. Einen großen Teil dieser Summe spendete der ehemalige Jugendspieler İlkay Gündoğan aus seiner Meisterprämie seines damaligen Clubs Manchester City.

## Persönlichkeiten
- Klaus Beverungen
- Hans Bornemann
- İlkay Gündoğan
- Günter Karnhof
- Norbert Nigbur
- Markus Schwiderowski
- Oliver Steurer